# Lúpus induzido por drogas
O lúpus induzido por drogas (LID), também chamado lúpus eritematoso sistêmico (LES) idiopático, está relacionado à exposição contínua a fármacos (por mais de trinta dias). A resolução do quadro normalmente ocorre com a suspensão dos medicamentos desencadeantes.